# Onderwaterverlichting
Onderwaterverlichting is een soort verlichting die speciaal ontwikkeld is voor toepassing onder water. Deze verlichting moet voldoen aan de beschermingsgraad IPx8 wat betekent dat de onderwaterlamp stofvrij en waterdicht is. De internationale veiligheidsnorm voor onderwaterverlichting is opgesteld door de IEC, EN 60598-2-18. Onderwaterverlichting werkt op zwakstroom, maximaal 30V-gelijkspanning volgens internationale standaard IEC 60364-7-702.

## Types onderwaterverlichting

### Halogeen- versus led-verlichting
Net als bij andere soorten verlichting wordt ook bij onderwaterverlichting gebruikgemaakt van verschillende lichtbronnen. Van oudsher zijn onderwaterlampen uitgerust met halogeenlichtbronnen. Sinds enkele jaren is vooral led-onderwaterverlichting in opkomst. Het voordeel van led is dat deze lichtbron een veel langere levensduur heeft dan halogeen. Ter vergelijking; een halogeen-onderwaterlamp gaat maximaal 1500 branduren mee, terwijl een led-onderwaterlamp 70.000 branduren kan halen.

### Energieverbruik
De omschakeling van halogeen naar led heeft een belangrijke invloed op het energieverbruik van het onderwaterarmatuur. Er zijn inmiddels led-onderwaterlampen op de markt met een opgenomen vermogen van 50 watt (W) waarvan de lichtopbrengst aanzienlijk hoger is dan een 400W-halogeenonderwaterlamp.

### Ontwerp armatuur
Veel fabrikanten hebben bij de overschakeling op led voortgeborduurd op het bestaande ontwerp van de halogeenonderwaterlamp waarbij het armatuur geopend moet kunnen worden om de lichtbron te vervangen. Bij halogeenverlichting is dit circa twee maal per jaar nodig (afhankelijk van intensiviteit van gebruik). Omdat de levensduur van led in theorie 20 tot 50 maal langer is dan bij halogeen, hebben enkele fabrikanten hierop ingespeeld met een nieuw ontwerp waarbij de lichtbron water- en luchtdicht wordt afgegoten met speciale giethars. Deze nieuwe generatie led-onderwaterlampen heeft minder problemen met waterdichtheid.

## Lichtopbrengst
De eenheid waarin een lichtstroom wordt gemeten is lumen. Om tot een goede vergelijking tussen verschillende onderwaterlampen te komen, kijkt men naar de lichtstroom in lumen van een onderwaterarmatuur.

### Candela versus lumen
Net als bij andere soorten verlichting heeft de komst van led veel vragen opgeroepen over de lichtopbrengst van lampen. Veel van de onduidelijkheid over lichtsterkte is ontstaan door de verwarring tussen candela (cd) en lumen. Ook fabrikanten zijn niet altijd even duidelijk bij het verschaffen van informatie over lichtopbrengst van een onderwaterlamp. De meest krachtige high-power led geschikt voor onderwater (2013) kan maximaal 140 lumen per watt produceren. Een snelle rekensom geeft dan aan dat een 25W-led-onderwaterlamp in de optimale omstandigheden (afhankelijk van driver, voeding, koeling) een maximale lichtstroom heeft van 3500 lumen.

### Relatie tussen candela en lumen
Met behulp van candela en stralingshoek kan de lichtstroom in lumen worden berekend: https://web.archive.org/web/20080528060659/http://led.linear1.org/lumen.wiz. Bij de berekening van candela naar lumen wordt tevens rekening gehouden met de stralingshoek, dus de breedte van de lichtbundel. Er zijn onderwaterlampen met een smalle bundel (25-30°) die verder reiken en onderwaterlampen met een brede bundel (120-160°) die een bad egaal kunnen verlichten waarbij geen donkere hoeken kunnen ontstaan. In verband met de veiligheid wordt voor openbare zwembaden vaak voor dit laatste type lampen gekozen.

### Led-type
Van invloed op de lichtopbrengst is tevens het type led dat in een onderwaterarmatuur wordt toegepast. Hierin zijn drie soorten te onderscheiden:
- Led met een laag vermogen in watt (0,5–1 W per led)
- Power-led met een hoger vermogen (3 W per led)
- High-power chip-led (15–50 W per led)

Een onderwaterarmatuur waarin leds met een laag vermogen zijn gebruikt is te herkennen aan het grote aantal ledlampjes, soms wel 50 tot 100 per armatuur. Het lage vermogen laat geen hoge lichtopbrengsten toe.
Armaturen power-led en met name high-powerchip-led hebben een vermogen dat hoge lichtopbrengsten, vergelijkbaar met 200W-halogeenonderwaterlampen en hoger, mogelijk maakt. Bij armaturen met dit type led is koeling van de led nodig in verband met de warmteontwikkeling die niet optreedt bij laagvermogenled.

## Technologie
Ook qua techniek zijn er enkele verschillen tussen diverse onderwaterarmaturen:

### Warmte en koeling
Onderwaterlampen met een hoge lichtopbrengst hebben een bepaalde warmteontwikkeling. Voldoende koeling van de lichtbron is van essentieel belang voor de levensduur van deze lichtbron. Een lichtbron die te warm wordt zal een aanzienlijk kortere levensduur hebben dan een lichtbron die goed wordt gekoeld. Voor de koeling wordt onder andere gebruikgemaakt van het water waarin de lamp opereert. Een onderwaterlamp die door water wordt gekoeld mag dan ook niet boven water worden gebruikt, de lichtbron zal kapotgaan bij oververhitting. Er zijn fabrikanten die hun lampen hebben uitgerust met een beveiliging tegen oververhitting zoals het TCS (temperature control system) van EVA Optic. Hierdoor schakelt de lamp automatisch in een thermische beveiliging wanneer de leds een bepaalde temperatuur hebben bereikt. Zodra de leds zijn afgekoeld gaat de lamp automatisch weer aan.

### Elektronica
De kwaliteit van een onderwaterlamp is afhankelijk van vele onderdelen, een belangrijk onderdeel daarvan is de gebruikte elektronica. Een goede onderwaterlamp gebruikt een constant current driver voor aansturing van de lichtbron. Deze is van invloed op de performance van de lamp, levensduur van de lichtbron en het energieverbruik en blindstroom van de lamp. Bij het merendeel van de onderwaterlampen bevindt de elektronica zich onder water in het armatuur. Ook zijn er onderwaterlampen waarbij driver en voeding separaat van de lamp te plaatsen zijn in een ruimte waar vocht en warmte geen invloed hebben. Sommige led-onderwaterlampen zijn tevens dimbaar.

### Elektrolyse
Onderwaterverlichting is verkrijgbaar in (hoogwaardig) kunststof en rvs. Bij onderwaterlampen van hoogwaardig kunststof is de kans op elektrolyse lager dan bij roestvast staal (rvs). Elektrolyse veroorzaakt een spanning tussen de zwembadwand en het rvs van de lamp. Deze spanning veroorzaakt roestvorming op het rvs.

## Lichtkleur
Licht bestaat uit een spectrum van kleuren in verschillende golflengtes, weergegeven in nanometer (nm). De golflengtes die zichtbaar zijn voor het menselijk oog liggen ongeveer tussen 380 en 800 nm (van laag naar hoog: blauw-groen-geel-oranje-rood). Water absorbeert licht op een geheel andere manier dan lucht. Dit komt doordat de dichtheid van water zo’n 800 maal groter is dan van lucht. Deze grote dichtheid zorgt ervoor dat licht veel sneller wordt geabsorbeerd. Deze absorptie van licht treedt bij de ene kleur eerder op dan bij andere kleuren. De lichtkleur met de langste golflengte, rood, wordt onder water vrijwel volledig geabsorbeerd. Deze absorptie treedt in steeds mindere mate op bij kortere golflengtes. Daardoor heeft blauw licht onder water de hoogste lichtdoorlating.

### Gekleurde en RGB(W) onderwaterverlichting
Onderwaterverlichting is verkrijgbaar in diverse kleuren wit, veelal helder of daglicht wit en warm wit. Daarnaast zijn er onderwaterlampen met een enkele kleur en kleurveranderende RGB- of RGBW-lampen. RGBW-lampen combineren wit met RGB gekleurd licht. Lichtkleur en lichtintensiteit van deze lampen zijn te regelen met DMX-controllers.

### Kleur van zwembadwanden
Niet alleen het water zelf is verantwoordelijk voor absorptie van het licht van de onderwaterlamp. Ook de kleur van de wanden van een zwembad of waterpartij heeft invloed op de hoeveelheid licht die een onderwaterlamp opbrengt in een bad. Als stelregel geldt dat hoe donkerder de zijwanden zijn, hoe minder licht er over blijft en hoe meer lampen gebruikt moeten worden om een gelijk effect te krijgen.

## Toepassingen
Onderwaterverlichting of waterdichte verlichting wordt voor vele toepassingen gebruikt; Openbare zwembaden, zwemparadijzen zoals Center Parcs, privé zwembaden, sauna’s, jacuzzi’s en whirlpools, peuterbaden, glijbanen, vijvers, fonteinen, scheepsdokken, schepen en jachten etc.
Bepaalde onderwaterlampen zijn alleen geschikt voor zoet water, chloorwater of zout water. Andere onderwaterlampen kunnen in elk type water worden toegepast. Met de introductie van led en het veranderende ontwerp van onderwaterarmaturen zijn bepaalde waterdichte lampen bestand tegen een druk van 20 bar en kunnen daardoor worden toegepast in duikbassins en bij duikoperaties.

### Eisen zwembadverlichting
Verlichting in openbare zwembaden moet aan strenge eisen voldoen, zeker met betrekking tot de lichtintensiteit. Onderwaterverlichting is echter niet verplicht, hier gelden dan ook geen eisen aan de lichtopbrengst. Toch wordt bij de meeste openbare zwembaden onderwaterverlichting toegepast. Door onderwaterverlichting hebben toezichthouders een beter zicht op de zwemmers. Een egaal verlicht bassin heeft om veiligheidsredenen daarom voor veel zwembaden de voorkeur. Onderwaterverlichting moet voldoen aan de veiligheidsnorm voor onderwaterverlichting EN 60598-2-18. Hoewel aan de veiligheidsnorm moet worden voldaan, zijn fabrikanten van onderwaterlampen niet verplicht om de verlichting te laten testen op deze norm. Slechts een enkele fabrikant van onderwaterverlichting beschikt over conformiteitsverklaringen van testen door een geaccrediteerd testinstituut als DEKRA.